# Gand-Wevelgem 1968
 (novembre 2021).
La 30e édition de Gand-Wevelgem a eu lieu le 16 avril 1968. La course est remportée par le Belge Walter Godefroot (équipe Flandria-De Clerck) qui parcourt les 250 kilomètres en 5 h 50 min 0 s.

## Classement final
| Place | Coureur                  | Équipe                   | Temps           |
| ----- | ------------------------ | ------------------------ | --------------- |
| 1     | Walter Godefroot         | Flandria-De Clerck       | 5 h 50 min 00 s |
| 2     | Willy Van Neste          | Bic                      | m.t.            |
| 3     | Felice Gimondi           | Salvarani                | m.t.            |
| 4     | André Planckaert         | Goldor-Gerka             | m.t.            |
| 5     | Bernard Van De Kerckhove | Pelforth-Sauvage-Lejeune | m.t.            |
| 6     | Roger Cooreman           | Dr. Mann-Grundig         | m.t.            |
| 7     | Herman Van Springel      | Dr. Mann-Grundig         | à 32 s          |
| 8     | Rik Van Looy             | Willem II-Gazelle        | à 40 s          |
| 9     | Eddy Merckx              | Faema                    | m.t.            |
| 10    | Jacques De Boever        | Smith's                  | m.t.            |